# Détachement (philosophie)
Pour les articles homonymes, voir détachement.
Le détachement est une notion philosophique et religieuse qui désigne une disposition ou un état intérieur dans lequel l'individu ne serait pas affecté par les situations de l'existence quotidienne. Si le détachement est une valeur commune à plusieurs courants de pensée, il acquiert une dimension cardinale sur le plan philosophique dans le stoïcisme et sur le plan philosophico-religieux dans les écoles liées au bouddhisme et à l'hindouisme.

## En philosophie

### La philosophie et le détachement
La philosophie elle-même pourrait être une manière de se détacher des réalités ordinaires en ne vivant que par les idées. Elle peut cependant être comprise comme une tentative de comprendre les réalités ordinaires par une véritable réflexion. Quand la philosophie aborde la question du détachement, elle pose conjointement celle de l'action. Selon certains philosophes, c'est le détachement qui fournit une liberté à l'esprit et permettrait d'accéder au « vrai », ou comme pour Plotin, à la « vie spirituelle » que l'attachement aux choses sensibles nous empêcherait de vivre. Pour d'autres, il n'est pas souhaitable ni concevable (voir Existentialisme), et pour d'autres encore, « l'attachement au détachement » serait même une sorte de contradiction voire une « ruse de la conscience ».

### Détachement stoïcien
Le stoïcisme vise à l'absence de souffrance par l'absence de passions. Sénèque, Épictète, Marc Aurèle décrivent la perspective stoïque originelle. Épictète prône un détachement total de ce qui est indépendant de la volonté de l’homme. Selon ce système de pensée, tout ce qui arrive est conforme à la « nature universelle », puisque tout survient suivant une cause globale, qui lie toutes les causes entre elles. L'éthique stoïcienne invite l'Homme à une prise de distance sans qu'il s'agisse pour autant d'une inactivité ou d'un « désœuvrement ».

### Le détachement dans le scepticisme philosophique
L'école sceptique fut fondée par Pyrrhon d'Élis (fin du IVe siècle av. J.-C.). Il est sensible à l'attitude de détachement des sages indiens qu'il rencontre lors de ses déplacements auprès d'Alexandre le Grand. Timon de Phlionte, son disciple, transcrit sa doctrine fondée sur le détachement car selon cette école, les choses n'étant ni vraies ni fausses, les jugements hâtifs que l'on porte sur elles sont la cause de la douleur.

### Autres points de vue sur le détachement
Maître Eckart, à l'instar de nombreux philosophes, considérait le détachement comme une valeur supérieure à l'amour ou comme englobant toutes les autres vertus.
Simone Weil le présente comme « un renoncement à toutes les fins possibles, sans exception, renoncement qui met un vide à la place de l'avenir comme ferait l'approche imminente de la mort. C'est pourquoi dans les mystères antiques, dans la philosophie platonicienne, dans les textes sanscrits, dans la religion chrétienne, et très probablement toujours et partout, le détachement a été comparé à la mort ».
Henri Bergson décrit une forme de détachement qui permettrait de percevoir les choses sans passer par le biais du sens ou des « étiquettes collées sur elles » : « Je ne parle pas de ce détachement voulu, raisonné, systématique, qui est œuvre de réflexion et de philosophie. Je parle d’un détachement naturel, inné à la structure du sens ou de la conscience, et qui se manifeste tout de suite par une manière virginale, en quelque sorte, de voir, d’entendre ou de penser. Si ce détachement était complet, si l’âme n’adhérait plus à l’action par aucune de ses perceptions, elle serait l’âme d’un artiste comme le monde n’en a point vu encore. Elle excellerait dans tous les arts… ».
Pour Heidegger, le « détachement » est la condition pour l’ouverture à l’Être.

## Le détachement en religion

### Dans le christianisme
On retrouve cette invitation au détachement dans différents courants du christianisme, chez les orthodoxes : « Il ne s’agit pas de supprimer froidement la source de l’affection humaine, elle doit cependant être transfigurée et donc purifiée de toute fièvre émotionnelle » et les Jésuites : « Un des problèmes fondamentaux de la vie spirituelle est celui de la conciliation du détachement absolu par rapport à tout ce qui n’est pas Dieu et de l’attachement sincère à tout ce qu’il y a de bon dans l’humanité ». Jean de la Croix évoque cette même aspiration quand il déclare « pour arriver à tout savoir, veillez à ne posséder quoi que ce soit (...) pour arriver à être tout, veillez à n'être rien de rien (...) car pour venir du tout au tout, il faut se renoncer du tout au tout ».

### Dans les spiritualités et philosophies orientales

#### Dans l'hindouisme
La Bhagavad Gita, texte central de l'hindouisme, expose l'enseignement de Krishna à Arjuna, conduisant à une action libre des trois gunas (chapitre 2, verset 45, nistraigunyo bhavarjuna), représentant les forces qui commandent l'évolution de la matière du monde. Ce principe du détachement de l'action et des « fruits de l'action » est au cœur de la perception du monde dans les différentes expressions de l'hindouisme, notamment dans le karma yoga, alors que le seul attachement souhaité, en particulier dans la bhakti, est celui à la divinité.
Vairagya est un terme sanskrit utilisé pour désigner le détachement. Pour Swami Vivekananda, « le détachement est la base de tous les yogas. (...) [Il] n'a rien à voir avec notre corps physique, tout est dans l'esprit. La chaîne du "je" et du "mien" est dans notre esprit. Si nous ne sommes pas lié par cette chaîne au corps et aux objets des sens, nous sommes sans attachement, où que nous soyons et quoi que nous soyons. »
Dans les Yoga Sūtra de Patañjali, pratyāhāra qui correspond au cinquième membre du yoga exprime le détachement sous forme de retrait des sens.

#### Dans le bouddhisme
Le bouddhisme apparaît généralement comme la religion qui érige le détachement comme vertu cardinale. Selon une citation bouddhiste « de la possessivité naît le manque, du non-attachement la satisfaction ». Le bouddhisme évoque « l'extinction du désir » parce que ce dernier serait la cause de l'attachement et de la souffrance. Mais ce détachement, paradoxalement, n'exclut pas la compassion.

#### Dans le jaïnisme
Le détachement, refus de l'attachement aux biens terrestres (aparigraha), est un des grands vœux (mahâvratas) du Jaïnisme. L'attachement aux choses du monde (parigraha) consiste à désirer plus que ce dont on a besoin. Ainsi, l'accumulation de choses, même nécessaires, en grand nombre, l'émerveillement devant la richesse des autres, l'avidité excessive, la transgression des limites des possessions et l'augmentation de celles existantes sont des fautes à ne pas commettre.

## Perception contemporaine

### Parallèle en psychanalyse
Freud évoque la notion de « détachement » dans une perspective différente et dans le contexte de la relation avec les parents, concluant qu'une relation « non distanciée » avec eux est le « noyau de toutes les névroses ». Une telle distanciation aurait pour effet de nous défaire des « fixations affectives névrotiques ».

### Notions de «recul» et de «mise à distance»
La prise de recul est une notion pratique et populaire qui, loin de toute ascèse ou de tout contexte philosophique, vise à se détacher mentalement et émotionnellement d'une situation immédiate, afin de réfléchir mieux et dans une recherche de solutions.

### Médecine
Certains médicaments psychoactifs peuvent produire un effet de « détachement psychologique » qui n'est pas alors celui de la prise de recul, censée être productive, mais plus proche de l'indifférence ou de la neutralité.